# Landstrekenwijk
De Landstrekenwijk is een wijk in Lelystad.
De penitentiaire inrichting Lelystad is hier gevestigd. In de Landstrekenwijk wonen overwegend gezinnen met kinderen. In 2013 leefden er volgens de gemeentelijke afdeling Onderzoek en Statistiek 2205 mannen en 2233 vrouwen.
1. 1 2  Tabel: Bevolking; maandcijfers per gemeente en overige regionale indelingen, 1 januari 2023, Centraal Bureau voor de Statistiek, Voorburg/Heerlen